# Hincova veža
Hincova veža (polsky Hińczowa Turnia, německy Hinzenseeturm, maďarsky Hincótavi torony) je od severozápadu první ze tří elevací v ozubeném, ale jinak téměř vodorovném úseku hlavního hřebene Vysokých Tater, mezi Východním Mengusovským sedlem (Východním Mengusovským štítem) a Vyšnou Hincovou Priehybou (Hincovou kopou). Hincova věž se vypíná nad Dolinou Rybiego Potoku a Mengusovskou dolinou.

## Název
Přešel z jména Veľkého Hincova plesa 

## Prvovýstupy
- v létě - Karol Englisch, Johann Hunsdorfer 30. července 1903.
- v zimě - Mieczysław Lerski, Jerzy Maślanka 21. března 1910 . [1]

## Turistika
Štít je přístupný pouze v doprovodu horského vůdce.